# Arabicnemis caerulea
Arabicnemis caerulea е вид водно конче от семейство Platycnemididae. Видът е незастрашен от изчезване.

## Разпространение
Разпространен е в Йемен, Обединени арабски емирства и Оман.

## Описание
Популацията на вида е стабилна.